# Guzzini Challenger 2012
Il Guzzini Challenger 2012 è stato un torneo professionistico di tennis giocato sulla terra rossa. È stata la 10ª edizione del torneo che fa parte dell'ATP Challenger Tour nell'ambito dell'ATP Challenger Tour 2012. Si è giocato Recanati in Italia dal 16 al 22 luglio 2012.

## Partecipanti

### Teste di serie
| Nazionalità | Giocatore                | Ranking* | Testa di serie |
| ----------- | ------------------------ | -------- | -------------- |
| Tunisia     | Malek Jaziri             | 70       | 1              |
| Slovacchia  | Karol Beck               | 117      | 2              |
| Francia     | Florent Serra            | 119      | 3              |
| Italia      | Simone Bolelli           | 128      | 4              |
| Canada      | Peter Polansky           | 157      | 5              |
| Spagna      | Adrián Menéndez Maceiras | 189      | 6              |
| Francia     | Kenny de Schepper        | 208      | 7              |
| Italia      | Gianluca Naso            | 223      | 8              |

- Ranking al 9 luglio 2012.

### Altri partecipanti
Giocatori che hanno ricevuto una wild card:
- Marco Cecchinato
- Evgenij Korolëv
- Giacomo Miccini
- Federico Torresi

Giocatori passati dalle qualificazioni:
- Daniel Cox
- Marin Draganja
- Chris Letcher
- Dane Propoggia

## Campioni

### Singolare
- Simone Bolelli ha battuto in finale  Fabrice Martin,  6–3, 6–2

### Doppio
- Brydan Klein /  Dane Propoggia hanno battuto in finale  Marin Draganja /  Dino Marcan con il punteggio di 7–5, 2–6, [14-12]